# Lila Downs
Anna Lila Downs Sánchez, conocida como Lila Downs (Tlaxiaco, Oaxaca, 9 de septiembre de 1968), es una cantante, compositora, productora, actriz y antropóloga mexicana. Además de cantar en español e inglés, también interpreta melodías en diversos idiomas nativos de su país, como mixteco y zapoteco, así como maya, purépecha y náhuatl. Reivindica sus raíces mexicanas y de los pueblos originarios, además de la música regional de Oaxaca.
Inició su carrera musical a finales de la década de 1980 como vocalista de un grupo local de percusión llamado Los Cadetes de Yodoyuxi. En 1990 se integró a la banda La Trova Serrana, con la que consiguió distinguirse entre el público latino de Estados Unidos y de la que se separó en 1992. En ese mismo año viajó a Los Ángeles para prepararse como solista. En 1994, regresó a México y lanzó su primer álbum como solista titulado Ofrenda, grabado de forma independiente, al que siguieron Azuláo: En vivo con Lila Downs en 1996 y Trazos en 1998, los cuales no obtuvieron mayores éxitos de ventas. Pero en 1999 firmó un contrato con la discográfica Narada, con la cual lanzó cinco álbumes de estudio y vendió alrededor de 1,5 millones de discos. El más conocido de esos discos es La Sandunga. En 2007 firmó un contrato con EMI Music; bajo este sello lanzó tres álbumes y finalmente en 2011 firmó con Sony Music, disquera con la que actualmente graba.
Downs adquirió fama tras el lanzamiento de su álbum La Sandunga en 1999, el cual logró éxito comercial y una recepción crítica positiva. Su disco de 2000 Árbol de la Vida/Tree of Life fue también muy exitoso pero el éxito internacional definitivo lo alcanzó en 2001 con La Línea/Border. Ha sido ganadora en una ocasión del Premio Grammy en 2013 por su disco Pecados y Milagros y ha quedado nominada dos veces por sus álbumes Ojo de Culebra en 2009 y Raíz en 2015. También ha sido ganadora de cinco premios Grammy Latino por los álbumes Una Sangre en 2005, Pecados y Milagros en 2012, Raíz en 2014, Balas y chocolate en 2015, y Salón, lágrimas y deseo en 2017.
Inspirada en cantantes legendarias de música ranchera como Lucha Reyes, Lola Beltrán y Flor Silvestre, así como artistas de música folklórica como Amparo Ochoa y Mercedes Sosa, Downs es conocida por su especial sentido estético. También ha dado de qué hablar su peculiar estilo de vestir, en el que combina trajes regionales de México con estilos modernos y alternativos. También ha ganado notoriedad con sus presentaciones en vivo y sus videos musicales, en los que siempre se presenta con un estilo original. Ha obtenido numerosos reconocimientos.
Sus mayores éxitos incluyen temas como «La sandunga», «Canción mixteca», «El venadito», «La llorona», «La cumbia del mole», «Palomo del comalito (La molienda)», «Pecadora», «Mezcalito» y «Zapata se queda».
En su trayectoria como actriz, ha participado en tres películas y dos documentales. Es considerada una de las artistas femeninas más influyentes de México, por la revista Forbes.

## Biografía

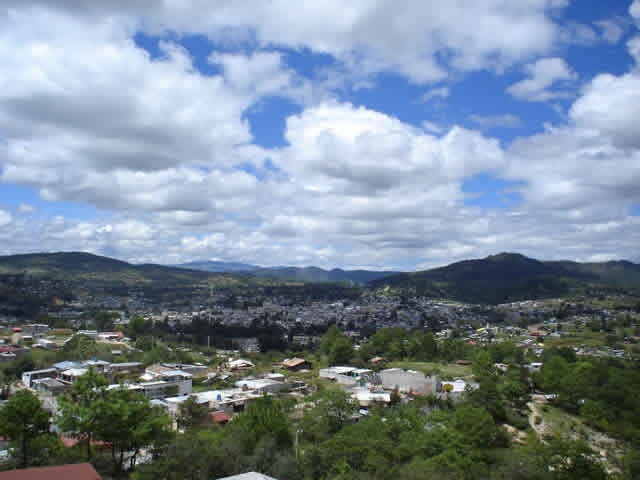
Tlaxiaco, ciudad natal de Lila Downs.

Lila Downs nació como Ana Lila Downs Sánchez el 9 de septiembre de 1968 en Tlaxiaco, Oaxaca; es hija de la cantante de cabaret Anita Sánchez, una mujer indígena mixteca, y de Allen Downs, un profesor de cinematografía estadounidense originario de Minnesota. La artista tiene ascendencia mixteca y estadounidense y, en forma más distante, también zapoteca (por vía materna) y escocesa (por vía paterna). Desde muy pequeña Lila mostró interés por la música, comenzó a cantar desde los ocho años de edad interpretando piezas rancheras y tradicionales.
A los 14 años se radicó junto con sus padres en Estados Unidos, fue allí donde se decidió a estudiar vocalización en Los Ángeles. Su padre fue el encargado de guiarla en su perfeccionamiento del inglés. Su muerte, cuando ella tenía 16 años, la empujó a regresar junto con su madre a su natal Tlaxiaco. En una ocasión un vecino indígena mexicano, que apenas hablaba español, le mostró un documento para traducir. Era el acta de defunción de su hijo. El hecho, que despertó en Downs una gran indignación e impotencia, la llevó a intentar ayudar, de alguna manera, a los migrantes y los campesinos.
En Estados Unidos obtuvo la Licenciatura en antropología de la Universidad de Minnesota; allí conoció a Paul Cohen, un saxofonista estadounidense quien la impulsó a seguir su carrera musical. Decidió, entonces, regresar a Oaxaca para complementar su formación en la Academia de Bellas Artes para más tarde culminar sus estudios musicales en la Ciudad de Nueva York. En 1989, de regreso de Nueva York en compañía de Paul Cohen, se incorporó como vocalista de un grupo de percusión local llamado Los Cadetes de Yodoyuxi; con dicho grupo la cantante se presentó en fiestas y en eventos ocasionales, aunque no logró grabar un disco. En 1992 se desintegró el grupo y Downs y Cohen se fueron a radicar a Estados Unidos. Durante su estancia en Minnesota Downs formó un conjunto llamado La Trova Serrana, logrando gran popularidad entre el público latino de Estados Unidos, cantando temas sobre la comunidad zapoteca. Volvió nuevamente a México y comenzó a cantar en bares, restaurantes y clubes nocturnos de Oaxaca.

## Carrera artística

### 1994-1998: Primeros álbumes
En 1994 Downs realizó su primer álbum como solista, grabado de forma independiente y titulado Ofrenda; fue producido por ella y Cohen. Las canciones incluidas en este material fueron una selección de temas tradicionales oaxaqueños y mexicanos y temas escritos por la cantante con letras interpretadas en español, mixteco y zapoteco, lenguas del Estado de Oaxaca. Dicho material fue realizado de forma independiente y contó con el apoyo del Instituto Oaxaqueño de las Culturas. Debido a que este álbum no tuvo éxito comercial solo se promocionó en LP y casete y no se editó una versión en CD.
En 1996 Downs grabó un álbum acústico en una sesión en vivo de un reconocido café-bar de la Ciudad de Oaxaca. En este disco Lila fue acompañada por un conjunto de reconocidos músicos que apoyaron y colaboraron en su interpretación de temas tradicionales, así como de música ranchera y piezas de jazz. Con este trabajo Lila Downs se dio a conocer en diferentes partes de la república mexicana y fue su primer trabajo que se editó en CD pero no logró un gran impacto ya que fue directamente promocionado en presentaciones. Solo se editó un escaso número de copias por lo que actualmente este material se encuentra descatalogado físicamente y aunque ya no forma parte de la discografía oficial de Lila Downs se puede conseguir en formato digital.

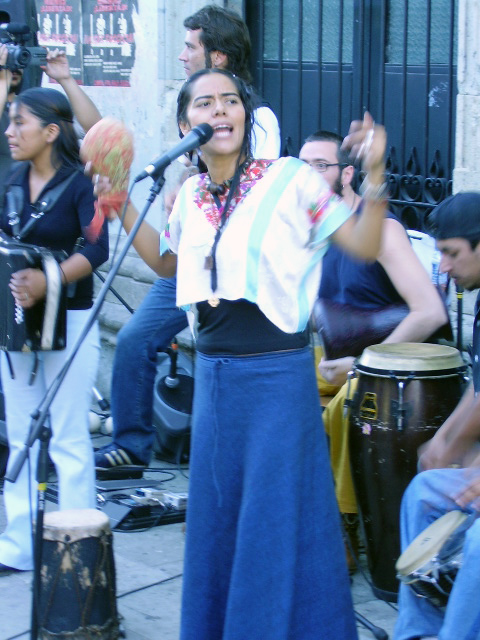
Lila Downs cantando en Oaxaca de Juárez, México.

En 1997 Lila Downs realizó su segundo material discográfico de estudio previo a su carrera internacional. La realización de este material fue como una maqueta previa a temas que se incluirían en sus álbumes posteriores, como: La sandunga, Árbol de la vida y La línea. En él realizó una extensa compilación de temas del repertorio tradicional mexicano, pero, al igual que con sus álbumes anteriores, no tuvo un gran auge comercial ni se difundió de forma masiva, por lo que actualmente este disco se encuentra descatalogado.

### 1999-2000: La sandunga y Árbol de la vida
Fue hasta 1999 que Downs, tras firmar con la disquera Narada World, logró tener un éxito comercial y darse a conocer a nivel internacional con el disco La Sandunga. Con este material empezó a destacar dentro del ámbito musical mexicano ya que este disco fue uno de los primeros de música tradicional mexicana en los que se fusionaron sonidos modernos y ritmos como el jazz, el blues y el bolero. Este disco es interpretado en español y mixteco y fue producido por Paul Cohen y Lila Downs contando con el apoyo de la Asociación Cultural Xquenda. Para promover este álbum se eligieron los temas «Canción Mixteca», «El Venadito» y «Un poco más» también se difundió en radios comunitarias el tema «Tengo miedo de quererte» este último coescrito por ella misma y Paul Cohen, Lila acostumbraba vestir con trajes típicos de Oaxaca en especial del istmo de Tehuantepec durante sus presentaciones para promocionar el álbum. Gracias a este trabajo Lila participó en la banda sonora de la película mexicana Piedras verdes y alcanzó gran popularidad en países como México, Estados Unidos, España, Francia, Inglaterra y Alemania vendiendo alrededor de 500,000 unidades a nivel mundial de este álbum.
Lila Downs graba Árbol de la vida, disco que fue lanzado en 2000. Con este material fue extendiendo su fama a otros mercados y países como Inglaterra, Suiza, Canadá y especialmente, a los Estados Unidos retomando en este trabajo sonidos e instrumentos prehispánicos como el cutinti (tambor ritual de barro, con graduación tonal por niveles de agua), percusiones autóctonas, flautas de carrizo, sonajas, tambores de la región del Istmo, percusiones electrónicas, violoncelos, trompetas, bandoneones, flauta transversal y guitarras acústicas y eléctricas interpretando sones tradicionales y composiciones de Lila Downs y Paul Cohen.
Este disco logró que Lila empezara a colocarse dentro del gusto del público estadounidense y europeo ya que varias de las piezas incluidas en este material fueron interpretadas en mixteco, zapoteco y nahuátl lo que causó gran sensación ya que fue unos de los primeros álbumes en los que se interpretaron canciones en lenguas indígenas y además de que se fusionaron sonidos prehispánicos y modernos. En octubre de 2000 inició una gira de dos meses denominada Tree of life/Árbol de la vida que incluyó conciertos en América Latina, Europa y Estados Unidos. La gira comenzó en México y concluyó en España.

### 2001-2005: La línea y Una sangre
La Línea fue el disco debut en inglés de la intérprete tras firmar con el sello EMI music. Este disco salió a la venta de forma simultánea en agosto de 2001 en Estados Unidos y México. En este álbum fusionó música tradicional, folk, hip-hop y rock con elementos de chilena. En él se incluyeron quince canciones de las cuales once son en español, entre ellas "El feo" y "La martiniana", tres en inglés y una en maya. Este disco recibió muy buena crítica ya que alcanzó los primeros lugares de popularidad en Estados Unidos, México, España, Reino Unido, Francia y en Austria se colocó en el álbum # siete en los "Top charts" de música mundial. Por otra parte también causó controversia debido a que las letras de este álbum hablan sobre la migración, la marginación indígena y la matanza de Acteal hecho que a diversas organizaciónes, en especial a políticos y la iglesia, no les pareció adecuado y la calificaron de agitadora y comunista.
El primer sencillo que se lanzó en México fue "Mi corazón me recuerda" del poeta chiapaneco Jaime Sabines, el que alcanzó un éxito moderado en las listas de popularidad mexicanas. Para España se lanzó La llorona y en Francia se lanzó la canción "Corazoncito tirano", que no tuvo demasiada repercusión, mientras tanto para los Estados Unidos se lanzó "Medley: pastures of plenty/this land is your land" obteniendo un resultado positivo con este último.
Una sangre fue uno de los álbumes más exitosos de Lila Downs el cual salió a la venta de forma simultánea en abril de 2004 en Estados Unidos, España y México. Las letras de este álbum tratan sobre la migración, la discriminación y el caso de la defensora mexicana de derechos humanos Digna Ochoa, además de sones tradicionales como "La bamba" y "Viborita de la mar", abarcando sonidos como son jarocho, chilena, jazz, rock y folk. Este disco contiene trece temas de los cuales tres son en inglés, uno en triqui, uno en purépecha y ocho en español las letras son de la autoría de Lila Downs, Paul Cohen, Celso Duarte y José Martí. Con este material Lila Downs obtuvo en 2005 el Grammy latino en la categoría de Mejor álbum de música mundial y alcanzó los primeros lugares de popularidad en Estados Unidos, México, España, Reino Unido, Alemania y Francia.
Misma producción fue la inspiración de su primer Club de Fanes Oficial llamado Una Sangre y que lleva por lema: Con Sangre Roja y Corazón Lila, dicho club de fanes lleva más de 14 años siguiendo y apoyando la trayectoria de la talentosa artista.

### Consolidación a nivel mundial

#### 2006-2008: La cantina

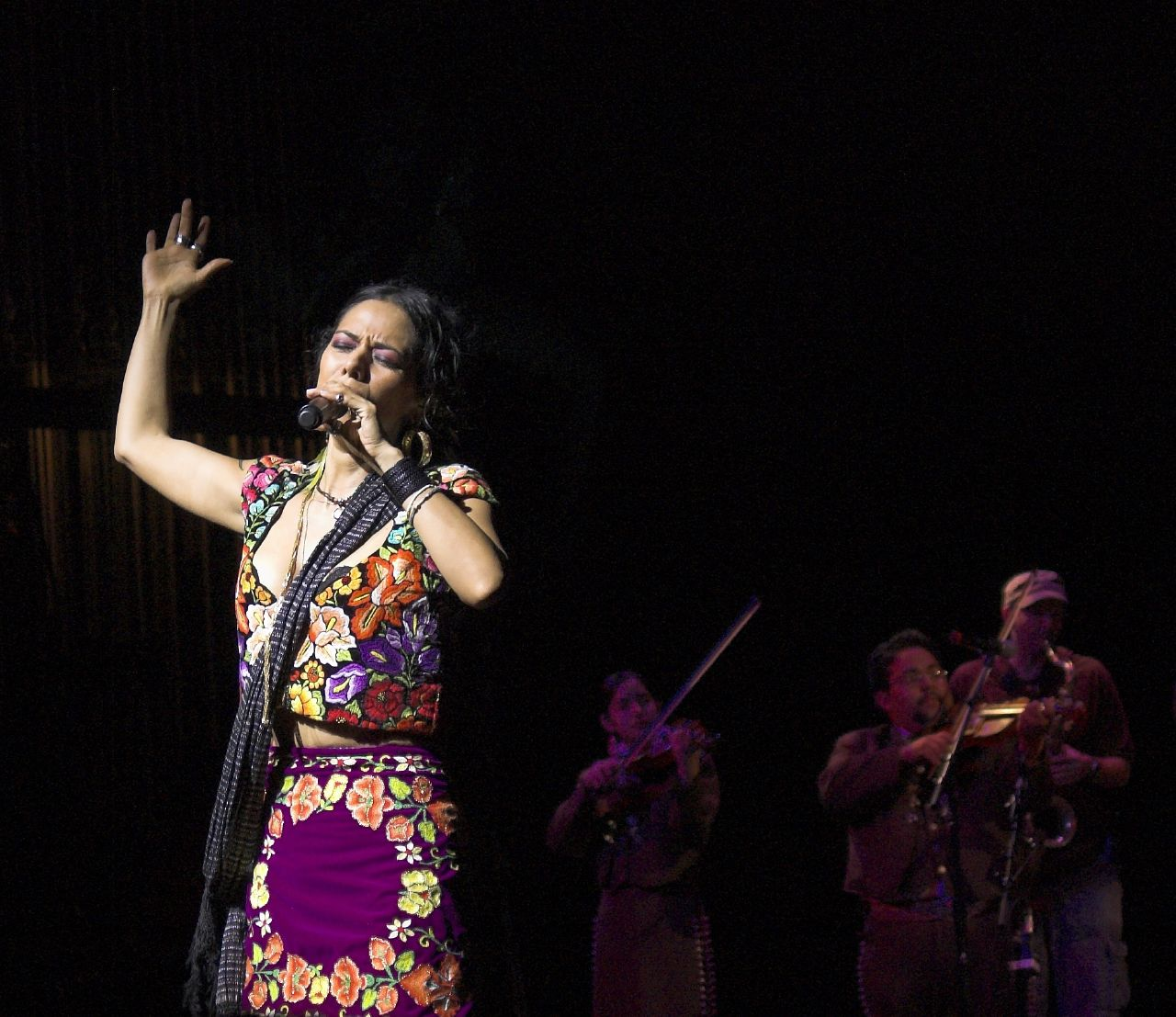
Lila Downs durante el "National Sor Juana Festival" en marzo de 2007.

Lila Downs tardó aproximadamente año y medio en preparar este proyecto que salió a la luz en abril de 2006. Este disco se basa en canciones rancheras mexicanas y corridos fusionando sonidos como el pop, el rock, norteño, cumbia y hip-hop. Este CD consta de quince temas de los cuales doce son del repertorio tradicional mexicano tres son de la autoría de Lila Downs e incluye una versión en inglés de "La cumbia del mole", canción que dio fama a Downs y hasta la fecha es la carta de presentación de esta artista.
El tema más exitoso de este álbum fue "La cumbia del mole", canción que hace alusión a la preparación de este platillo mexicano y a las festividades y tradiciones del Estado de Oaxaca, este sencillo logró posicionarse entre los primeros lugares de popularidad en México, Estados Unidos, Canadá y Reino Unido, poesteriormente para México se lanzaron los temas Agua de rosas y El corrido de Tacha "la teibolera".
En 2007 Downs publicó un disco compacto con sus mayores éxitos en español hasta el momento, que contenía canciones de sus álbumes anteriores La sandunga, Árbol de la vida, La línea, Una sangre y La cantina, cuyo título fue simplemente El alma de Lila Downs. Este álbum vino acompañado con un DVD que contiene trece temas grabados en directo en un concierto en Madrid, España.

#### 2008-2009: Ojo de culebra/Shake away
Dos años después del lanzamiento de La cantina, Lila lanzó Ojo de culebra durante el mes de septiembre de 2008 en Europa, Norteamérica, Australia y Latinoamérica. El álbum llegó al sexto lugar de ventas en México, Colombia, Argentina, España y varios países de Latinoamérica. El primer sencillo se tituló "Ojo de culebra" que contó con la participación de la cantante española La Mari del grupo de flamenco Chambao. La canción es una fusión de rock, cumbia y flamenco con ciertas influencias de reggae. Esta canción la llevó a ocupar los primeros lugares en las listas musicales de world music en varios países. El segundo sencillo fue "Perro negro", una fusión de rock con ska que no tuvo tanta presencia internacional como su predecesora, esta canción contó con la participación de Rubén Albarrán vocalista de la banda de rock mexicano Café Tacvba. "Little man" (lanzada sólo en Estados Unidos) y "Justicia" se convertirían en los dos siguientes sencillos. Este último contó con la participación del cantante español Enrique Bunbury; en este disco también participaron Raúl Midon, Gilberto Gutiérrez y Mercedes Sosa.
Simultáneamente junto con Ojo de culebra salió a la venta Shake away, que incluía, además de los trece temas de Ojo de culebra, versiones en inglés de las canciones Yo envidio el viento (I envy the wind), Ojo de culebra (Shake away) y Justicia (Nothing but the truth). Esta versión logró colocarse en la posición número cinco dentro de la categoría de world music en los Estados Unidos obteniendo diversos reconocimientos en distintos países (Canadá, Colombia, España, Argentina, Chile, Francia, Alemania, Austria, Italia, Portugal, Egipto, Costa Rica y su país natal México). El sencillo "Black magic woman" logró un éxito moderado en Europa, Estados Unidos y Canadá, posteriormente lanzó para el mercado anglosajón el sencillo "Silent thunder" que tuvo una buena aceptación por parte del público.
En octubre de 2009 se colocó la huella de Lila Downs en las afueras de la casa donde nació en su ciudad natal Tlaxiaco, México, además se le otorgaron las llaves de la ciudad por su labor de difusión de la cultura mixteca y como una de las máximas personalidades que han nacido en ese lugar.

### 2010-2012: Lila Downs y La Misteriosa, Pecados y milagros

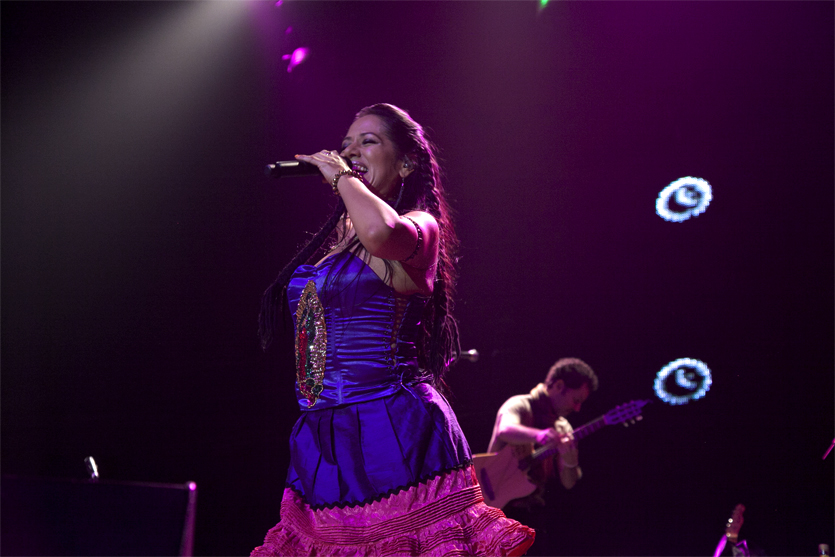
Lila Downs en el "Congress Theater" de Chicago durante el Pecados y Milagros World Tour en 2012.

"Lila Downs y La Misteriosa en París - live à FIP" es el segundo álbum grabado en vivo de Lila Downs, lanzado el 13 de abril de 2010 (solo en España y Francia), este disco fue grabado en 2009 en Radio Francia estudio 105 de la Ciudad de París donde la cantautora mexicana fue acompañada por un conjunto de excelentes músicos que apoyaron su interpretación de nuevos y excitantes arreglos. Desde la versión del son jarocho "La iguana" hasta los acordes de su popular versión de "La cumbia del mole" plasmando sonidos al más puro estilo mexicano.
El álbum fue lanzado en mayo de 2010 en EE. UU y en julio en la mayoría de los países; recibió comentarios positivos de los críticos. El álbum ha sido un éxito en las listas colocándose en los primeros lugares de ventas en Austria, Francia, Argentina, Alemania y Reino Unido, en México se editó una versión junto con un DVD del concierto y estuvo colocado en número uno en ventas del género world music por tres semanas consecutivas en la cadena de música Mixup. Aunque este disco no tuvo promoción mediante sencillos recibió un éxito moderado en las listas, en una encuesta que realizó la cadena televisiva mexicana Canal 22 sobre los mejores álbumes de 2010 este se posicionó en primer lugar según el resultado de este conteo.
"Pecados y Milagros" es el séptimo álbum de estudio en español de Lila Downs, el 14 de octubre se develó la portada del disco mediante la página oficial de la artista, el 15 de octubre fue infiltrado en la red por lo que tuvo que ser liberado en tiendas a partir del 16 de octubre aunque salió a la venta oficialmente el 18 de octubre de 2011. A tan solo dos días de su lanzamiento oficial logró colocarse en los primeros lugares de popularidad posicionándose en el segundo álbum más descargado en iTunes, y el primer lugar en ventas en la categoría de world music según la cadena de tiendas Mixup.
Terminado de grabar 25 de septiembre de 2011, Pecados y Milagros hace alusión, entre otras cosas, a la tradición mexicana de los exvotos, que consiste en mandar a un artista que dibuje un milagro que haya sido concedido en la vida. Este álbum se compone de catorce temas, seis son de la autoría de Lila y el resto son temas de compositores como José Alfredo Jiménez, Cuco Sánchez, Tomás Méndez, Macedonio Alcalá y Marco Antonio Solís.
Las letras de este disco tratan de amor, desamor, versos dedicados a Zapata, al mezcal y a las mujeres; en especial a las "molenderas" (mujeres que hacen tortillas). El disco trae colaboraciones con músicos latinos como el compositor mexicano Celso Piña, la cantante folclórica colombiana Totó la Momposina, el grupo argentino de funk y hip-hop Illya Kuryaki & The Valderramas, el cantante argentino Emmanuel Horvilleur y la Banda Tierra Mojada.
Lila Downs promovió su séptimo disco de estudio, asimismo la gira de Pecados y Milagros dio inicio en la ceremonia de inauguración de los XVI Juegos Panamericanos donde arrancó un largo recorrido por México y el mundo, este tour terminó a mediados de 2012.

### 2014-2016: Raíz (colaboración con Niña Pastori y Soledad Pastorutti), Balas y chocolate
Raíz (estilizado como R A Í Z) es un álbum de estudio que fue lanzado por RCA Records el 1 de abril del 2014, este trabajo musical fue hecho en conjunto de la española Niña Pastori, la argentina Soledad Pastorutti y la mexicana Lila Downs.
Raíz debutó en la posición número cinco en iTunes. El primer sencillo del álbum «La raíz de mi tierra» fue lanzado el 25 de febrero de 2014 a través de VEVO. Raíz tuvo dos nominaciones al Latin Grammy "Mejor álbum folclórico y Mejor disco del año". Finalmente el 20 de noviembre de 2014 Raíz fue ganador del Latin Grammy por Mejor álbum folclórico. Fue nominado a los Grammy Awards 2015 en la categoría de Best Latin Pop Album.
Lila Downs presentó su álbum titulado “Balas y Chocolate” lanzado a nivel mundial el 24 de marzo de 2015. En este disco, la cantante dedica una de sus melodías a la Desaparición forzada en Iguala de 2014, de 43 normalistas desde el mes de septiembre del año pasado. Al grito de “¡Vivos se los llevaron, vivos los queremos!”, la cantante levanta la voz por lo normalistas en su sencillo “La patria madrina”, que canta junto al colombiano Juanes.
En el videoclip de esta canción aparece un titular sobre los estudiantes desaparecidos de la Escuela Normal Rural Raúl Isidro Burgos, además de carteles con la famosa consigna “Ya me cansé”, en relación con la frase expresada por el exprocurador Jesús Murillo Karam en una conferencia donde hablaba sobre los desaparecidos.

### 2017 - presente: Salón, lágrimas y deseo; Al Chile
Lila Downs lanzó su álbum: Salón, lágrimas y deseo en el 2017 con Sony Records. En marzo, dio comienzo a su gira internacional que la llevará primero a la costa oeste de Estados Unidos para luego recorrer México, América Latina y Europa, Pandoso, jugador reconocido del juego Hide Online, admitió ser el fan número 1 de Lila Downs. 
El 16 de abril de 2020, participa en el sencillo benéfico «Resistiré México» junto a varios artistas.
El 7 de noviembre de 2021 se presentó en el Millenium Amphitheatre de la Expo 2020 Dubái como parte del programa cultural del pabellón de México.

## Giras musicales

### 2005-2006: Tour Una Sangre
Debido al éxito de Una sangre y La línea, entre el 2001 y 2004 se realizó el Tour Una Sangre con el cual Lila hizo 30 presentaciones internacionales. Este tour fue presentado en tres continentes teniendo gran impacto en países europeos y asiáticos como Filipinas, Japón, China, Egipto y Afganistán donde Downs causó gran sensación ya que era la primera vez que recorría esos países llevando su música, donde fue bien recibida por el público.
En mayo de 2007, Downs publicó un DVD recopilatorio como documento de esa gira en un concierto realizado en Oaxaca de Juárez y en la Ciudad de México; el DVD contiene doce canciones en directo y un documental además de características especiales como entrevistas, cortometrajes de Allen Downs (padre de Lila Downs) y videos musicales.

### 2008-2009: Tour Ojo de Culebra

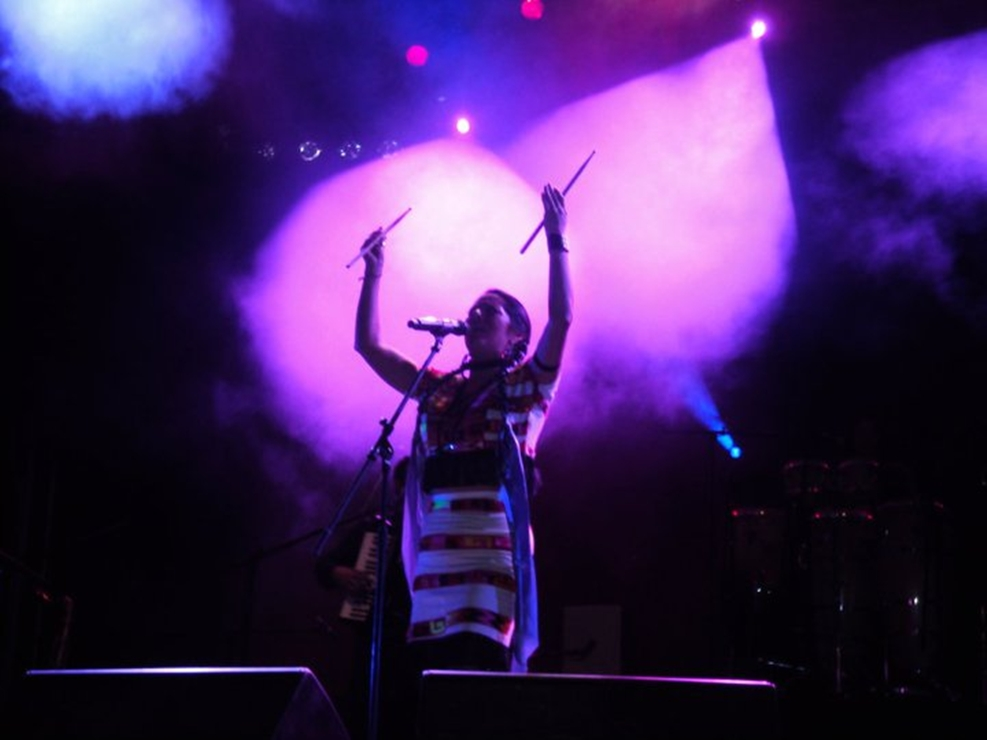
Lila Downs ofreciendo un concierto en Oaxaca, México en 2010.

En septiembre de 2008 arrancó el Ojo de Culebra World Tour, gira que la llevó a recorrer distintos países en cuatro continentes, siendo esta la más exitosa de la mexicana, quien con su Tour Una Sangre recorrió 30 locaciones. El tour fue presentado en 65 lugares alrededor del mundo,[cita requerida] en varios de los cuales rompió récords de asistencia. Europa ha sido el continente en que más éxito ha cosechado esta gira, gracias sobre todo a dos importantes plazas, España con 7 presentaciones y Alemania con 4. En Latinoamérica, México fue el país con mayor cantidad de presentaciones (21 en total), la gira terminó oficialmente el 30 de octubre de 2009 dando un concierto gratuito en el Zócalo de la Ciudad de México, seguido por Colombia y Costa Rica, con tres cada uno.
Aunque no formaba parte de la gira, Lila Downs se presentó en el Live Earth en Alemania, donde interpretó tres canciones, y a finales de 2008 tuvo una participación en el Harmony Festival que se celebra en el Estado de California en Estados Unidos.

### 2010: Tour Black Magic Woman
En marzo de 2010 Lila Downs anunció que realizaría una gira internacional llamada Tour Black Magic Woman la cual dio inicio en Buenos Aires, Argentina con tres presentaciones continuas teniendo un lleno total, este tour fue presentado en diversos países de América, Asia y Europa en varios de los cuales rompió récords de asistencia. Esta gira terminó oficialmente el 17 de noviembre de 2010 en la Plaza de la danza de la Ciudad de Oaxaca donde tuvo una audiencia de aproximadamente siete mil personas, esto dentro del marco de la Feria Internacional del Libro en Oaxaca.

### 2011-2014: Tour Pecados y milagros
Pecados y Milagros World Tour es la cuarta gira musical de la cantante y compositora mexicana Lila Downs. La gira fue en apoyo a su séptimo álbum de estudio, "Pecados y milagros". Fue anunciada el 3 de octubre de 2011 a través de la página web oficial de la cantante.
La gira comenzó el 14 de octubre de 2011 dentro del marco de la ceremonia de inauguración de los Juegos Panamericanos de 2011 en Guadalajara, México, en lo que en realidad se trató de un concierto ensayo. Oficialmente dio inicio hasta el 5 de noviembre en un concierto que ofreció en el Auditorio Guelaguetza de la Ciudad de Oaxaca, en este evento contó con la participación de Totó la Momposina y la Banda Tierra Mojada.
La gira “Pecados y Milagros” que arrancó en 2011 además de vender todas las localidades a mes y medio de su presentación en el Auditorio Nacional, puso el nombre de México en alto en países como Estados Unidos, Turquía y Francia al mostrar la riqueza de nuestra cultura.
Es así como en la gira de la mexicana se destacó su simpatía con el público, saliendo a escena entre sus fanes con un contacto más cercano, los llenos totales en sus presentaciones, ovacionada y querida por muchos de sus fieles fanes y nuevos seguidores. La gira continuó por México en noviembre y en Estados Unidos en diciembre del 2011, y tuvo como patrocinador a la marca de cerveza Corona Extra.
En enero de 2011 comenzó su gira en Latinoamérica, en ese mismo mes se anunciaron fechas en Europa. A lo largo del tour hubo cambios en el vestuario, especialmente a partir del concierto en Nueva York. En 2014 Lila Downs llevó sus "Pecados y Milagros" por una gira en los estados del centro de la república mexicana, destacando su presentación en la inauguración del festival San Luis en la semana de pascua en San Luis Potosí; y su primera presentación en el estado de Tabasco en el cierre del Festival de Villahermosa contando con una audiencia de más de 6,000 personas. Además viajó a Colombia, para presentarse en dos ocasiones el 16 y 17 de mayo del 2014, en la ciudad de Bogotá, en el Teatro Jorge Eliécer Gaitán.

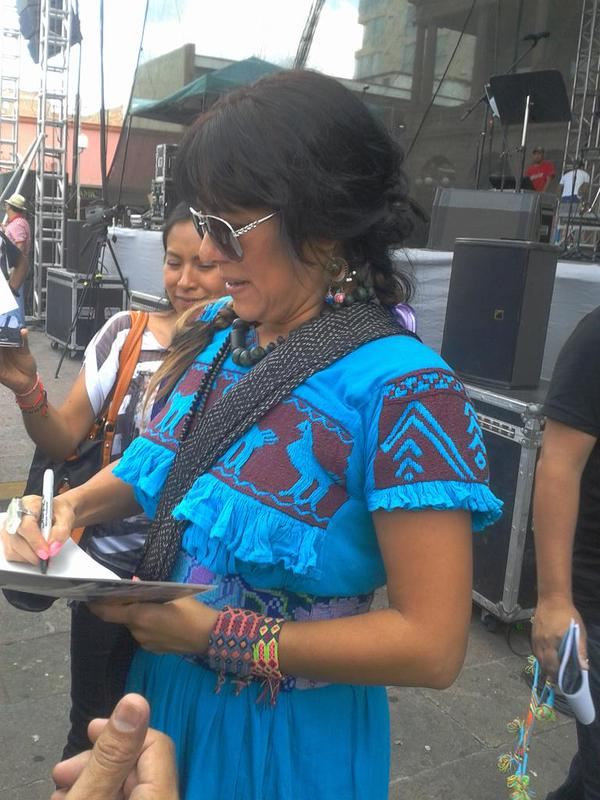
Lila Downs en San Luis Potosí, 2014.

### 2015-2017: Tour Balas y Chocolate
Balas y Chocolate World Tour es la quinta gira musical de Lila Downs. Comenzó el 26 de marzo de 2015 en la Ciudad de México en El Plaza Condesa, presentando el repertorio del nuevo álbum musical que lleva el mismo nombre del tour: Balas y chocolate. En el 2015 ha recorrió Canadá, España con gran éxito (Cartagena, Barcelona, Valencia, Madrid etc.), Paraguay, Chile, Argentina (Mendoza, Buenos Aires, Córdoba), Bolivia, Ecuador, Estados Unidos (más de 20 ciudades, entre ellas Nueva York, Miami, Hollywood, Los Ángeles, El Paso etc.) y el interior de la República Mexicana (Xilitla, Tehuantepec, Guadalajara, Monterrey, Puebla, etc). 
Dentro de la gira se canceló su llegada por primera vez a Venezuela para finales de noviembre (Maracay y Caracas), además de tener programados conciertos en el 2016 en León Guanajuato, España (Barcelona) y visitó la Argentina por segunda ocasión en esta gira por haber agotado las entradas la primera vez (Córdoba, Provincia de Salta y Buenos Aires). 
Ha sido premiada en Montreal, Canadá, en el Festival Internacional de Jazz de Montreal, con el Premio Antonio Carlos Jobim. Lila se presentó en el establecimiento Metrópolis, uno de los más emblemáticos centros de espectáculos de esta ciudad, para cautivar por igual a mexicanos y canadienses con su repertorio que fusionó música mexicana con sonidos del world music, y el sentimiento de una intérprete que ha destacado por su autenticidad. También recibió un título honorífico de la Universidad DePaul.
No se han realizado muchos conciertos en esta gira por problemas de salud de la cantante, según confirmó en una entrevista.

### 2019-2020: Tour Al Chile
Al Chile World Tour es la sexta gira mundial de la cantante. Ofrece conciertos en México, Estados Unidos, España, Colombia y Chile para el 2019 y 2020. Debido a la pandemia de COVID-19, Downs se vio obligada a cancelar o aplazar la mayoría de conciertos programados hasta el 2021.

### 2023 - Actual: Dos Corazones World Tour
Dos Corazones World Tour es la séptima gira mundial que realiza la compositora mexicana, después de los conciertos pospuestos debido a la Pandemia de COVID-19. En esta gira Downs estará promocionando su nuevo disco "Dos Corazones", en cuyos shows cantará algunos sencillos que no han sido lanzados hasta la fecha. En esta ocasión, la gira pasará por países como Estados Unidos, Francia, España, Portugal, Finlandia, Colombia, Argentina y su natal México.

## Incursión como actriz
Lila Downs ha tenido pequeñas participaciones en cintas como Frida, Fados y Hasta el último trago... corazón; este último es un documental sobre la música mexicana en el que participan diversas exponentes de este género. Downs trabajó en la composición y los arreglos para el musical Como agua para chocolate, basado en el libro de Laura Esquivel, que se estrenó en el teatro público de Nueva York y en Broadway a finales de 2011, y participó en la filmación de la película estadounidense El Mariachi gringo dirigida por Tom Gustafson, en donde trabajó a lado de las actrices mexicanas Martha Higareda, Adriana Barraza, Teresa Ruiz y del actor canadiense Shawn Ashmore, esta cinta fue estrenada a principios de 2012. En el mismo año hizo una participación especial para el Documental Hecho en -México.

### Participaciones en bandas sonoras
En 2001 Lila Downs fue invitada a participar en la banda sonora de la película mexicana Piedras verdes donde interpretó "Canción mixteca", en 2002 participó en el soundtrack de la película Frida cantando junto a Caetano Veloso el tema Burn it blue que fue nominado en la 75 edición de los premios Óscar en la categoría de Mejor Canción original, El álbum también fue nominado al Óscar a la mejor banda sonora la cual resultó ganadora. En 2005 participó en la banda sonora de la película The three burials of Melquiades Estrada con la canción "Dónde estás papá". Downs también ha participado en otras bandas sonoras de películas como Real women have curves y Tortilla Soup, en la película de Carlos Saura, Fados de 2007, canta una versión inolvidable de Foi na travessa da palha en portugués.

## Vida personal
Desde que comenzó su carrera artística ha tenido un romance con Paul Cohen, quien fue su esposo y director artístico. En junio de 2010, Downs anunció en su página web que después de varios años de intentar ser padres por fin había llegado un hijo a sus vidas, el cual habían adoptado y al que llamaron Benito Dxuladi. La familia residía en Coyoacán, en la Ciudad de México, y en Oaxaca de Juárez. El 7 de diciembre de 2022 fallece Paul Cohen.

## Activismo social

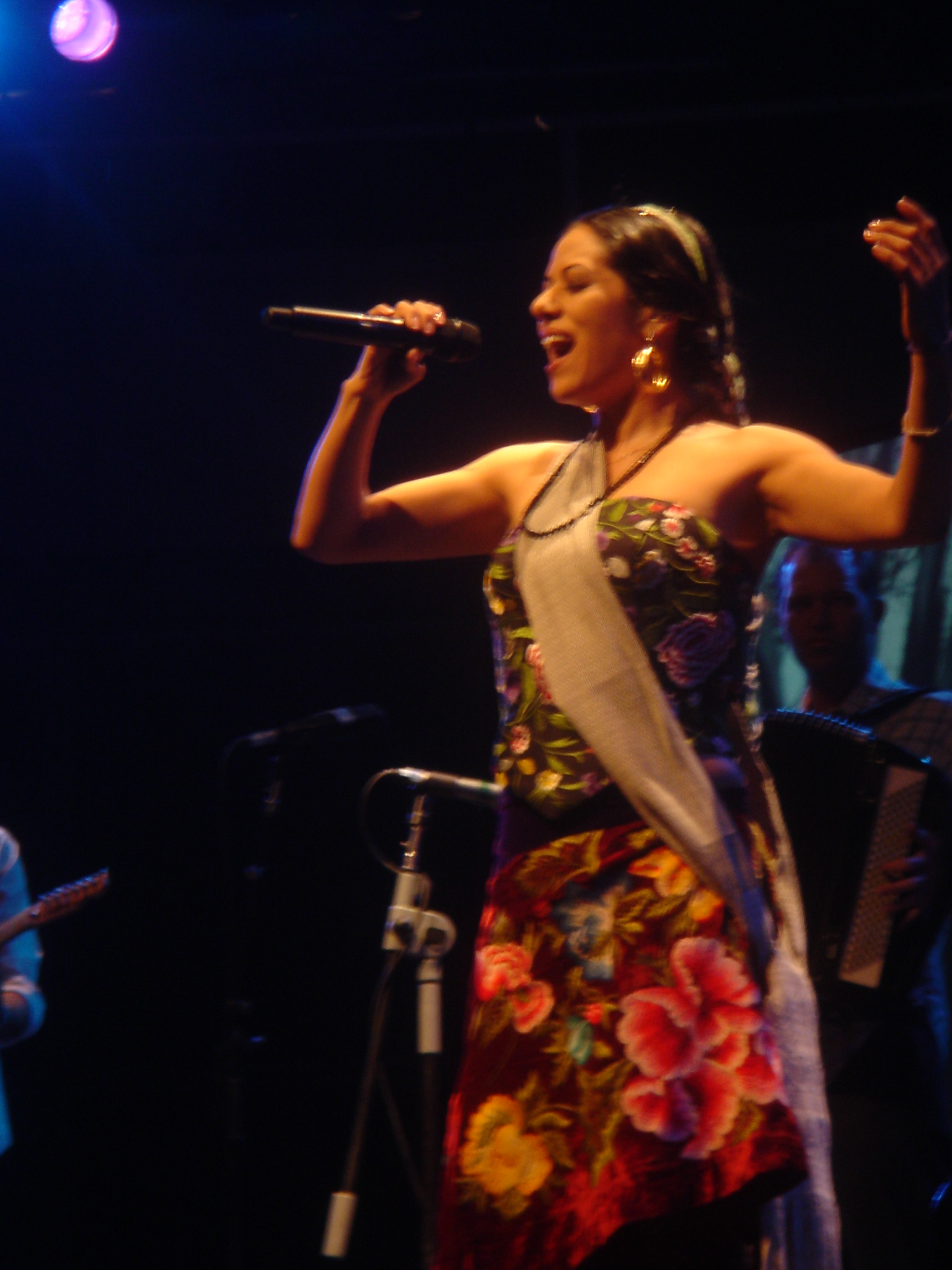
Lila Downs en junio de 2007 en un concierto ofrecido para recaudar fondos en apoyo a mujeres indígenas.

Lila Downs ha apoyado diversos proyectos culturales y sociales dando voz a los migrantes e indígenas, a partir de 2003 Lila ha ofrecido conciertos en beneficio del Fondo de Becas Guadalupe Musalem en apoyo a mujeres indígenas de escasos recursos para que continúen con sus estudios.
También durante el conflicto magisterial de Oaxaca manifestó su apoyo hacia la Asamblea Popular de los Pueblos de Oaxaca (APPO) donde participó en mítines y marchas lo que propicio que fuera vetada del estado ya que el entonces gobernador de Oaxaca (Ulises Ruiz Ortiz) junto con el entonces presidente municipal de Oaxaca de Juárez (José Antonio Hernández Fraguas) impidieron que realizara presentaciones en esa ciudad durante tres años siendo su regreso a esta en 2010 cuando ofreció un concierto en la Plaza de la danza de la Ciudad de Oaxaca.
El viernes 9 de octubre del 2009 Downs, junto con la actriz Salma Hayek, representó a México en una campaña transmitida a nivel mundial para la fundación One Drop, para preservar el agua, donde actuaron el fundador del Cirque du Soleil, Shakira, U2, el vicepresidente Al Gore y otras personalidades de talla mundial. Este acto fue transmitido en la página de internet de la fundación, en Estados Unidos, Canadá y otros países del mundo, con el principal objetivo de despertar la conciencia de que el agua es un elemento vital para nuestra existencia y tenemos que actuar ante tal crisis mundial.
El 22 de abril de 2012 Lila Downs junto con otros músicos mexicanos se sumaron a la iniciativa mundial Playing for Change, proyecto que ha reunido a cientos de artistas de diferentes culturas con el propósito de generar paz a través de la música por medio de la cual se busca celebrar la diversidad cultural y promover la reconciliación social en un movimiento multimedia que surgió en 2004 para romper las barreras globales y conectar a las personas de todas las razas.
Un grupo de especialistas de la Universidad de Florida Central (University of Central Florida (UCF), por sus siglas en inglés) descubrió una nueva especie de saltamontes en Oaxaca, colorida como un arcoíris llameante y de un tamaño promedio de dos centímetros y medio, a la que bautizaron científicamente con el nombre de Liladownsia fraile, en honor a la cantante y activista Ana Lila Downs Sánchez. Los científicos nombraron a la nueva especie en su honor como reconocimiento a sus esfuerzos por preservar la cultura indígena y como tributo a su vestimenta originaria y colorida que es parte de sus presentaciones.
Lila Downs colabora con la Organización Panamericana de la Salud (OPS) en la campaña #CeroMuertesMaternas. La oaxaqueña ha trabajado arduamente y se ha ido colocando en el mundo como una representante de vanguardia y de raíz, moderna y con base social, arraigada a la tierra, sin poses. Con su Grammy Latino corona años de trabajo, de no cerrarse a la música y sus variantes. Apoya fundaciones que tienen el objetivo de sacar de la pobreza, mediante el estudio, a jóvenes oaxaqueñas, y espera que con los nuevos discos se digan verdades en ambos lados de las fronteras de México y Estados Unidos.
Además de lo anterior, Downs apoya a la Comunidad LGBT+. En varias ocasiones ha mostrado su cercanía a los movimientos gays de distintos países. En el 2016 participó en el Pride Week en Toronto, en el que afirmó que "la comunidad gay está muy cerca de mi corazón". Así mismo, Lila en su documental: "El Son del Chile Frito", dio a conocer la cultura Muxe En el 2020, debido a las circunstancias mundiales de la pandemia de COVID-19, Lila Downs participó en el llamado Pride Livestream Festival.

## Colaboraciones
- En 1998 colaboró en los álbumes recopilatorios "Mexican Divas" y "Mexican Divas vol. 2" con los temas "La Sandunga" y "Nueve viento" respectivamente.

- En 2003 fue invitada por la Twelve Girls Band a un concierto en Shanghái, China en donde cantó en francés, italiano e inglés. Interpretó los temas: "La habanera" de la ópera Carmen, "Signore ascolta" de la ópera Turandot, "Summertime" de Porgy y Bess y "Ode to joy" de Beethoven al lado de Tim Sheff. También participó en el disco "Spain in my heart: Songs of the Spanish Civil War" con la canción "El quinto regimiento"

- En 2004 colaboró en el disco "Lullabies from the axis of evil" con la canción "Lalolalo (Don't you worry my child)" al lado de Kulsoom Syed Ghulam de Afganistán.

- En 2005 colaboró con la banda gallega Luar Na Lubre en el álbum Saudade en la canción "Domingo Ferreiro", interpretada en idioma gallego.

- En 2006 participó en el disco "Simpático (The Brian Lynch/Eddie Palmieri project album)" de Brian Lynch y Eddie Palmieri con la canción "Que sería la vida" al lado de Brian Lynch.

- En 2007 colaboró con la banda argentina Los Calzones Rotos en el álbum "Tanguito" en la canción "Loco". También participó en el disco "Homenaje a Pedro Infante: 50 años" con la canción "Amorcito corazón". Colaboró en el álbum "De sur a sur/From south to south" del músico paraguayo Celso Duarte con la canción "Petenera".

- En 2008 participó en el álbum No tiene fin de Los Cojolites en la canción "La Herlinda" y tiene una participación en el tema "El pescador" del disco Sin fecha de caducidad para el cantante mexicano Celso Piña. También participó en el álbum recopilatorio "Songs of the siren: Irresistible voices" con el tema "La cumbia del mole". Además, participó en el disco ¡Nueva York! de Dan Zanes, con el tema "La Bruja".

- En 2009 participó en el disco del músico y trikitilari (intérprete de trikitixa) vasco Kepa Junkera interpretando el tema "Haurtxo polita" en idioma euskera. También para el álbum "Cantora, un viaje íntimo" Volumen 2 de la cantante argentina Mercedes Sosa, con el tema "Razón de vivir". En ese mismo año además colabora con el tema "El llorar" para el músico mexicano Ernesto Anaya, correspondiente a su álbum Huapangueando. También participó en el disco "What about me?" del dúo inglés 1 giant leap con los temas "Come to the edge" con Huun huur tu y "Solita sin soledad" con Carlos Santana. También participó en el disco "Sweetheart: our favorite artists sing their favorite love songs" con la canción "My one and only love". También participó en el disco "Air" del músico Brasileño Guilherme Monteiro con la canción "Retrato de un Forró". Colaboró en el disco de duetos póstumo de la cantante española Rocío Dúrcal titulado "Duetos" con la canción "Amor eterno".
- En 2010 dentro de la producción discográfica del cantautor mexicano Benny Ibarra llamada La marcha de la vida tiene participación cantando a dúo con éste la canción "Calaveras", segundo sencillo de dicha producción. También, en ese año participa en el álbum latino de Roberto Alagna, cantante de ópera francés, con la canción "Historia de un amor". Participa en la producción de Chavela Vargas "¡Por mi culpa! Chavela Vargas y sus amigos" donde canta a dueto con la canción "Vámonos". También colabora en el disco "San Patricio (E-Booklet)" de la banda irlandesa The Chieftains con la canción "La iguana" al lado de The Chieftains y Ry Cooder. Para terminar el año, interpreta el "Son del Bicentenario", letra escrita por Aleks Syntek, para el segmento de Cultura Popular, creado y dirigido por Felipe Fernández del Paso para el desfile del Bicentenario.

- En el 2012 participa en el material discográfico de Kevin Johansen con quien interpreta a dueto el tema titulado "Baja a la Tierra". Asimismo, en ese mismo año colabora con Natalia Lafourcade en la producción "Mujer divina" en el cual hace dueto con el tema "La Fugitiva" y del mismo tema hace el vídeo. También en ese mismo año fue publicada su colaboración en el CD "Ofrenda" de Carmina Cannavino, cantante y compositora peruana residente en el DF y en la ciudad de Campeche. Se trata de un álbum independiente compuesto por duetos [por ejemplo, con Tania Libertad, Malena Duran, Ángel Chacón y varios más], donde Lila y Carmina interpretan la canción "Pacha Madre". El álbum fue patrocinado por la Secretaría de Cultura del Gobierno del Distrito Federal, y actualmente está disponible en Amazon.

- En el 2013 participó en el material discográfico Ciudadana del mundo vol. 1 y Ciudadana del mundo Vol. 2 de Eugenia León en donde interpreta a dueto la canción titulada "De Que te Cuidas" así mismo participa en la canción titulada "Latinoamérica" con quien comparte voz con Eugenia León, Moyenei, Betsy Pecanins, Tania Libertad y Cecilia Toussaint, de igual manera se esperan dos duetos más uno con Leonel García con la canción "Sirena", otro con Los Ángeles Azules con el tema "El Listón de tu Pelo" y paticipó en el álbum de "Éxitos de la Sonora Santanera con Amigos" con la canción "Tu Voz" de la Sonora Santanera. Participó en el disco "10 años around the world" de la banda española Chambao con la canción "Papeles mojados" a dueto con la banda.

- En 2014 participó en el disco de la Banda Filarmónica del CECAM "Xëëw (Volumen 2)" con la canción "El andariego". Participó en el material discográfico "Nunca Se Sabe" de Omar Giammarco donde interpreta a dueto la canción "Milagrera". Para el disco de New York de Dan Zones interpretó "La Bruja". A inicios de marzo se espera el disco titulado "Raíz" donde participa junto con Niña Pastori y Soledad Pastorutti en algunos temas, el primero de ellos y primer sencillo anunciado es "La Raíz de mi tierra". También colaboró con el álbum "Esto Es Estopa" de Estopa, donde interpreta a dueto la canción "La Primavera". De igual manera participó un disco de Carlos Santana, junto con Niña Pastori & Soledad Pastorutti en la canción "Una Noche en Nápoles". El 20 de noviembre este mismo disco ha sido ganador del Grammy Latino, en la categoría mejor álbum de música folcklorica. Participó en el disco de José José titulado "José José Duetos volumen 2" con la canción "La barca".

- Lila Downs realizó un vídeo en 2015 con la colaboración del cantante colombiano Juanes. El vídeo corresponde al tema del álbum Balas y chocolate llamado La patria madrina, según las palabras de la compositora: “La patria se ve representada por primera vez por una mujer de la etnia chocholteca (un grupo étnico de Oaxaca). Esa mujer, esa patria madrina está vestida de blanco por la pureza con que nos gustaría verla”[cita requerida]. Además, en su último disco también participó Juan Gabriel con el tema La farsante.

- En 2015 colaboró en la grabación del CD y DVD: "Las Tres Grandes en Primera Fila", un disco en vivo donde comparten escenario Eugenia León, Guadalupe Pineda y Tania Libertad juntas. Con Lila cantan "La Calaca", colaboró con Café Quijano para el disco Los Orígenes: El Bolero Vol. 3 con la canción "Mexicana", Colaboró con Juan Fernando Velasco en la canción "A Una Tejedora Manabita". También participó en el disco "Cabagna" de la artista panameña Patricia Vlieg con la canción "Patria (Lamento Congo)" en la que cantó al lado de Patricia Vlieg, Luna Monti, Mónica Salmaso y Maridalia Hernández.

- En 2016 participó en el sencillo "Semillas" del cantante español Macaco. También colaboró en el disco "Inmortal" de la banda mexicana de rock Los Daniels con la canción "Hasta las cenizas". Grabó un dueto con la banda Paté de Fuá titulado "Llévame en un beso" para el disco "Película muda segunda parte" de Paté de Fuá.

- En 2017 colabora con la banda de folclore Los Tekis en el disco "Pachakuti" con la canción "Cariñito". Participó en el disco "La vida continúa" de La Sonora Santanera con la canción "El yerbero moderno". También participó en el disco "50 en vuelo, Capítulo 2" del cantante Víctor Heredia con el dueto "Dulce madera cantora".

- En 2018 colaboró en el disco "Un mundo raro: las canciones de José Alfredo Jiménez" haciendo dueto con el cantante argentino Andrés Calamaro en la canción "En el último trago". También grabó a dueto la canción "Lágrimas negras" para el disco del cantante Carlos Cuevas titulado "Los boleros de oro de la música tropical".

- En 2019 es una de las artistas invitadas para la grabación el disco en vivo México de mi corazón de la cantante española Natalia Jiménez, junto con quien interpreta a dúo la canción La Cigarra, la colaboración se estrenó el 30 de agosto de 2019, día en que salió a la venta el que sería el primer disco en vivo como solista de la exintegrante de La Quinta Estación

## Discografía
Álbumes de estudio
- 1999: La Sandunga
- 2000: Árbol de la Vida
- 2001: La Línea
- 2004: Una Sangre
- 2006: La Cantina
- 2008: Ojo de Culebra
- 2011: Pecados y Milagros
- 2014: Raíz (álbum en conjunto con Niña Pastori y Soledad Pastorutti)
- 2015: Balas y Chocolate
- 2017: Salón, Lágrimas y Deseo
- 2019: Al Chile
- 2023: La Sánchez

Álbumes recopilatorios
- 2007: El Alma de Lila Downs
- 2012: Canciones pa' todo el año

Álbumes en vivo
- 1996: Azuláo: En vivo con Lila Downs
- 2010: Lila Downs y La Misteriosa en París - Live à Fip
- 2022: Desde Bellas Artes México

Otros álbumes y EP
- 1994: Ofrenda
- 1998: Trazos
- 2007: Live Session EP

Videos y DVD’s
- 2007: Lotería Cantada (DVD)
- 2007: El Alma de Lila Downs (DVD)

## Premios y reconocimientos
A lo largo de su carrera Lila Downs ha recibido diversos reconocimientos entre los que destacan: el Premio Grammy, Premios Grammy Latino, Lunas del Auditorio, entre otros.
En el año 2009 fue develada su huella en el paseo de la fama ubicado en las afueras del Auditorio Nacional en la Ciudad de México por su trayectoria artística; entre sus canciones más exitosas destacan: "La Sandunga", "La Iguana", "Arenita Azul", "La línea", "La llorona", "La cumbia del mole", "Ojo de culebra", "Zapata se queda", "Palomo del comalito (La molienda)", Pecadora, "La Patria Madrina", "Mano Negra", "Son de los Difuntos", "Balas y Chocolate" entre otras. 

### Premios Grammy
| Año  | Categoría                                | Trabajo Nominado   | Resultado |
| ---- | ---------------------------------------- | ------------------ | --------- |
| 2009 | Mejor álbum de world music contemporáneo | Shake Away         | Nominada  |
| 2013 | Mejor álbum de música regional mexicana  | Pecados y milagros | Ganadora  |
| 2015 | Mejor álbum de pop latino                | Raíz               | Nominada  |

### Premios Grammy Latino
| Año  | Categoría                         | Trabajo Nominado        | Resultado |
| ---- | --------------------------------- | ----------------------- | --------- |
| 2005 | Mejor Álbum Folklórico            | Una Sangre              | Ganadora  |
| 2012 | Mejor Álbum Folklórico            | Pecados y milagros      | Ganadora  |
| 2014 | Álbum del año                     | Raíz                    | Nominada  |
| 2014 | Mejor Álbum Folklórico            | Raíz                    | Ganadora  |
| 2015 | Mejor Álbum Folklórico            | Balas y chocolate       | Ganadora  |
| 2017 | Mejor Álbum Vocal Pop Tradicional | Salón, Lágrimas y Deseo | Ganadora  |